# 里夫內 (里夫內市鎮)
48°14′25″N 31°44′57″E / 48.24028°N 31.74917°E
里夫内（烏克蘭語：Рівне），是烏克蘭中部基洛夫格勒州新烏克蘭卡區里夫内市镇内的村落及其行政中心。面積16.7平方公里，海拔高度149米，2001年人口4,877，人口密度每平方公里292人。